# Ankify

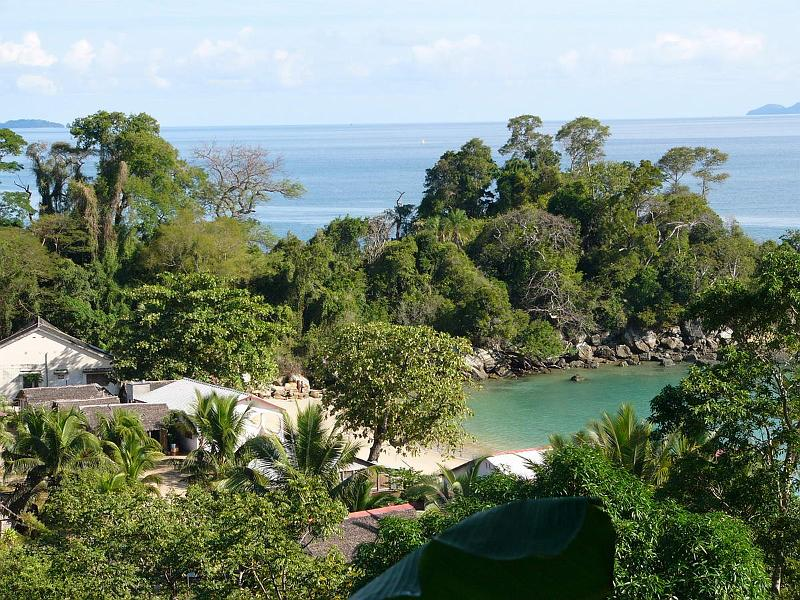

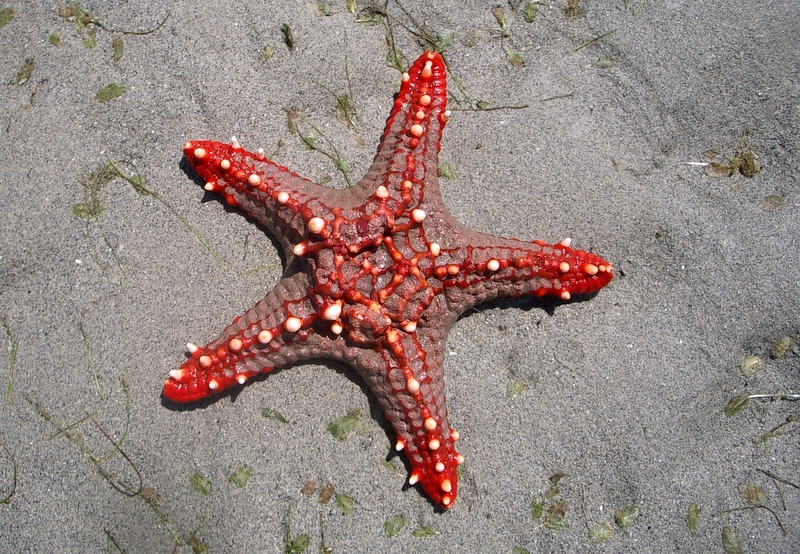

Ankify är en halvö i Ambanja-distriktet, i Antsiranana, Madagascar. Näraliggande öar är Nosy Be och Nosy Komba. En mindre hamn finns på halvön som medger passagerarfärder mellan öarna. På halvöns norra ände finns byn Doany, som omges av ett korallrev. I närheten av hamnen finns ett antal hotell och en vanlig turistaktivitet är snorkling. 